# توماس غرير
توماس غرير (بالإنجليزية: Thomas Greer)‏ (1889 بباثغيت في المملكة المتحدة - ) هو لاعب كرة قدم بريطاني (وحمل سابقاً جنسية المملكة المتحدة لبريطانيا العظمى وأيرلندا) في مركز الهجوم. لعب مع برمنغهام سيتي وسوانزي سيتي ونادي ريدنغ.